# 动态经济学
动态经济学是针对于时间路径上的变化进行的经济学理论研究。动态经济学是相对于静态经济学而言的。
变化可能产生于外生变量，也可能产生于经济内各主体的行为，具体地说是，个人、厂商、以及政府对于观察到的不均衡所作的反应。
动态经济学同时也考虑对于某个经济，通过什么方法以及以什么速度接近新的均衡。

## 数学方法
- 变分法
- 最优控制理论
- 动态规划法